# Rue des Cinq-Diamants
La rue des Cinq-Diamants est une voie du 13e arrondissement de Paris située dans le quartier de la Maison-Blanche, qu'il ne faut pas confondre avec l'ancienne rue des Cinq-Diamants alors située à Paris.

## Situation et accès
La rue des Cinq-Diamants est desservie à proximité par les lignes 5, 6 et 7 à la station Place d'Italie et 6 à la station Corvisart.

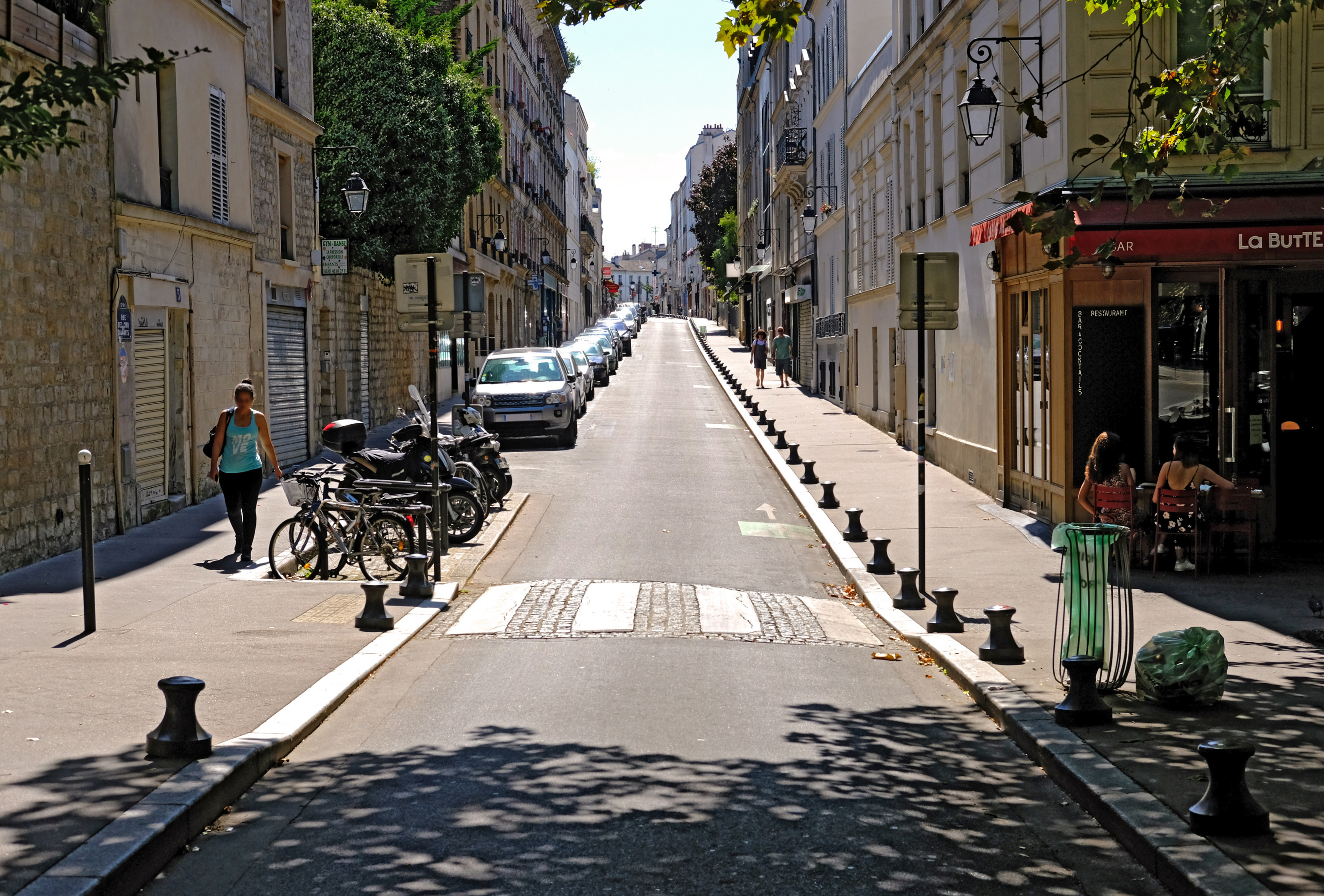
La pente de la rue des Cinq-Diamants.
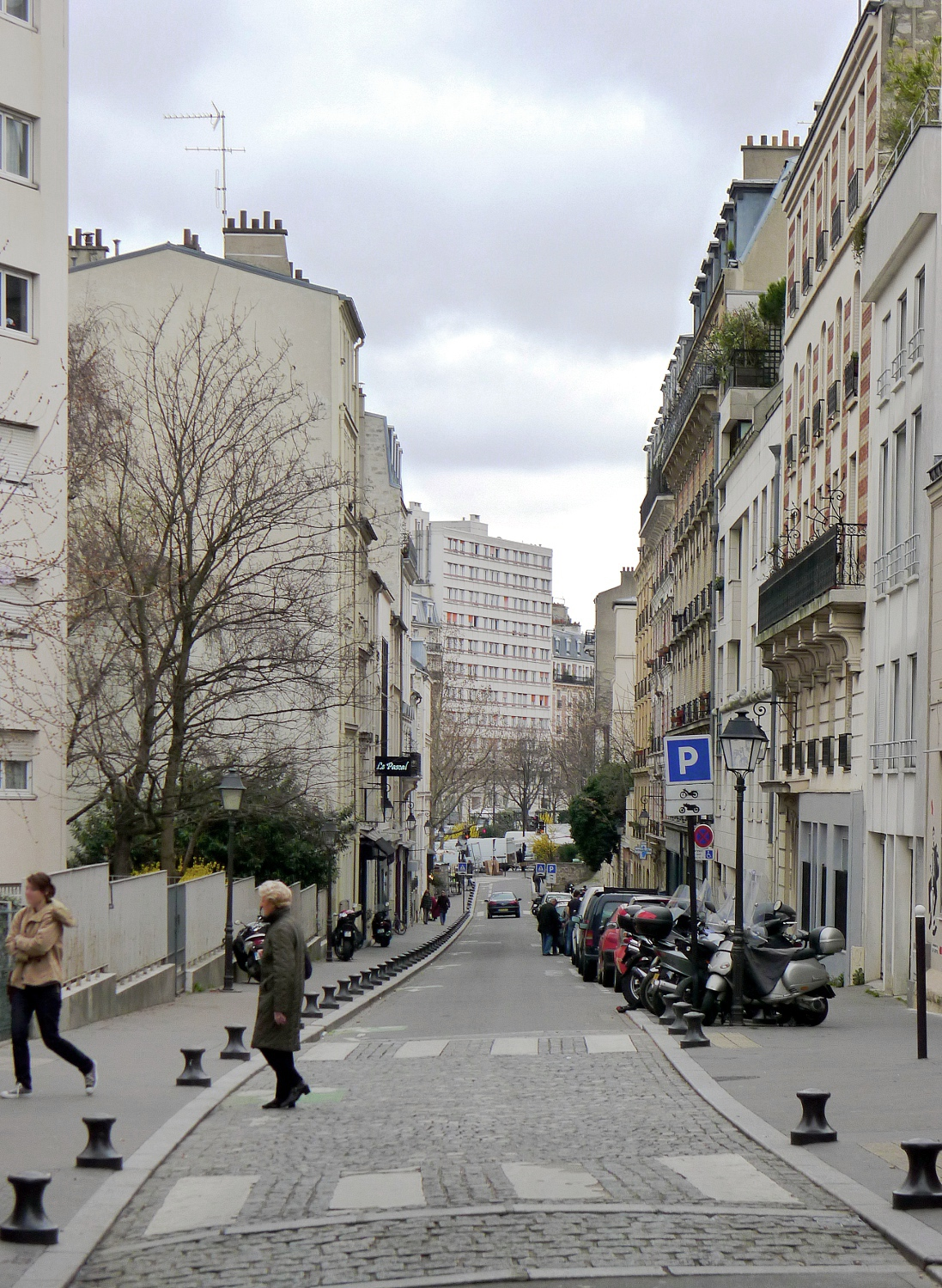

## Littérature
Une grande partie de l’énigme du roman « L’as et la marquise », d’Auguste Le Breton, se déroule dans cette rue.

## Origine du nom
Elle porte ce nom d'une enseigne de commerce présente sur le site.

## Historique
Cette rue, en forte pente, est une ancienne voie de la commune de Gentilly. 
Elle est intégrée à la ville de Paris en 1860 lors de l'annexion qui suivit la construction de l'enceinte de Thiers (1840-1846). Cette fortification coupa en effet en deux la commune de Gentilly sur laquelle elle se situait jusqu'alors. 
C'est l'une des rues principales de la Butte-aux-Cailles où se concentrent un grand nombre de bars et restaurants. Le haut de la rue conserve encore de vieilles maisons.

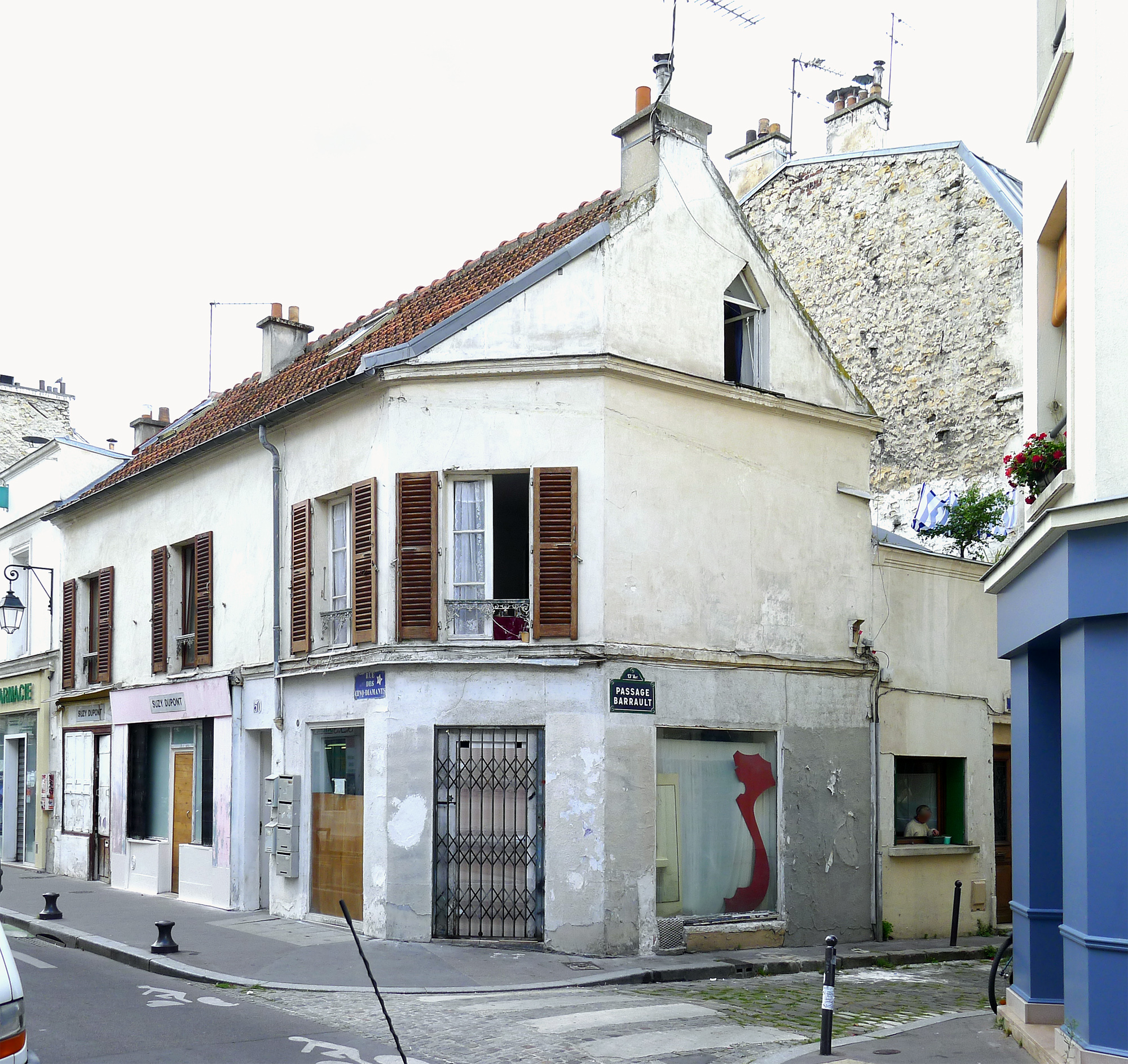
Exemple de vieille maison.
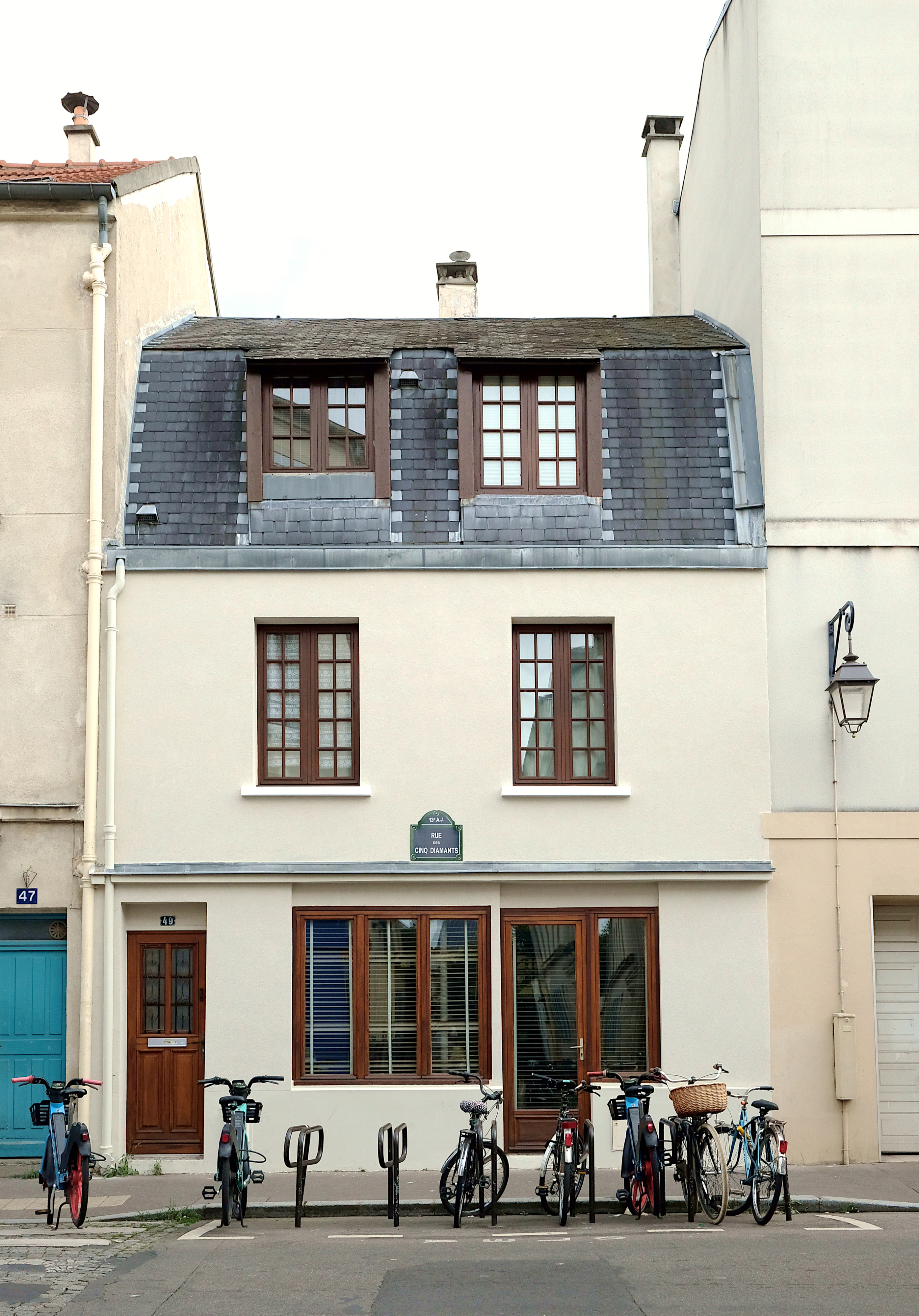
Numéro 49.

## Bâtiments remarquables et lieux de mémoire
- Au no 10 : le théâtre Les Cinq Diamants. Ancien lieu de répétition des danseuses des Folies Bergère durant l'entre-deux-guerres, puis salle de boxe où s'entraina Marcel Cerdan, ce lieu est devenu théâtre à part entière en 1975.
- Au no 30 : Chez Gladines.
- Au no 46 : la librairie et le fonds de l'association des amis de la Commune de Paris (1871).

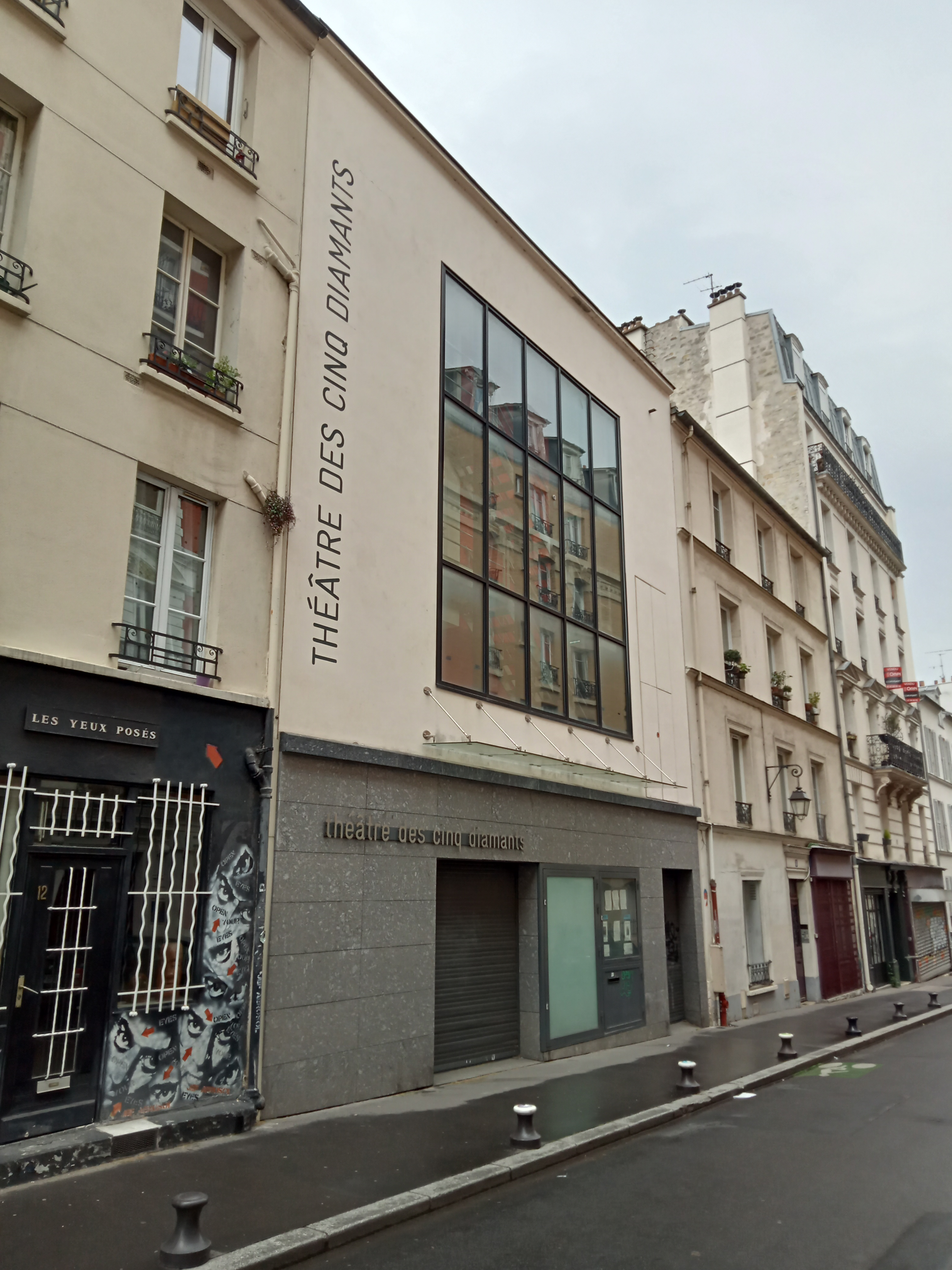
No 10 : le théâtre des Cinq-Diamants.
No 30 : Chez Gladines.
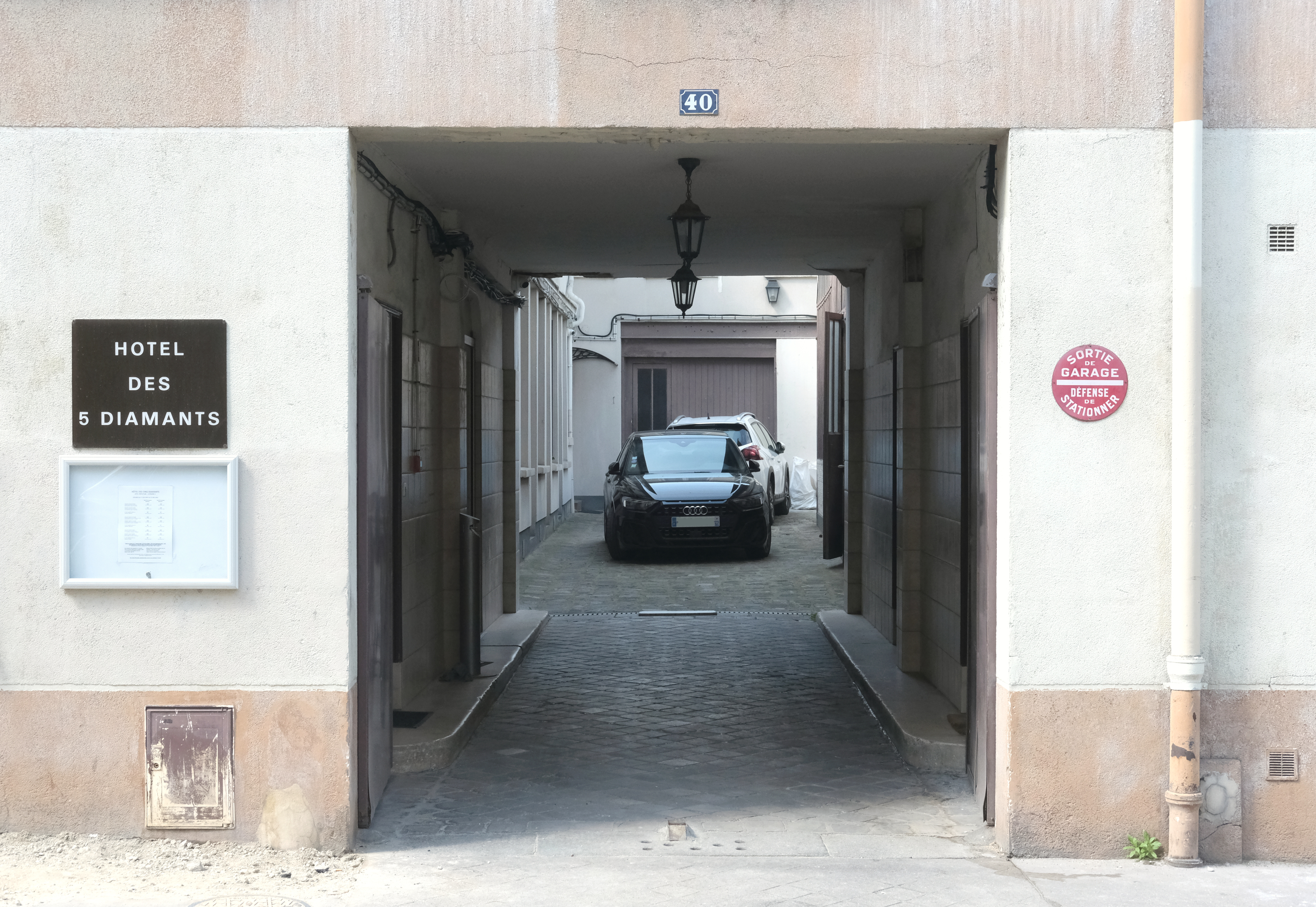
No 40 : l'hôtel des 5 Diamants.
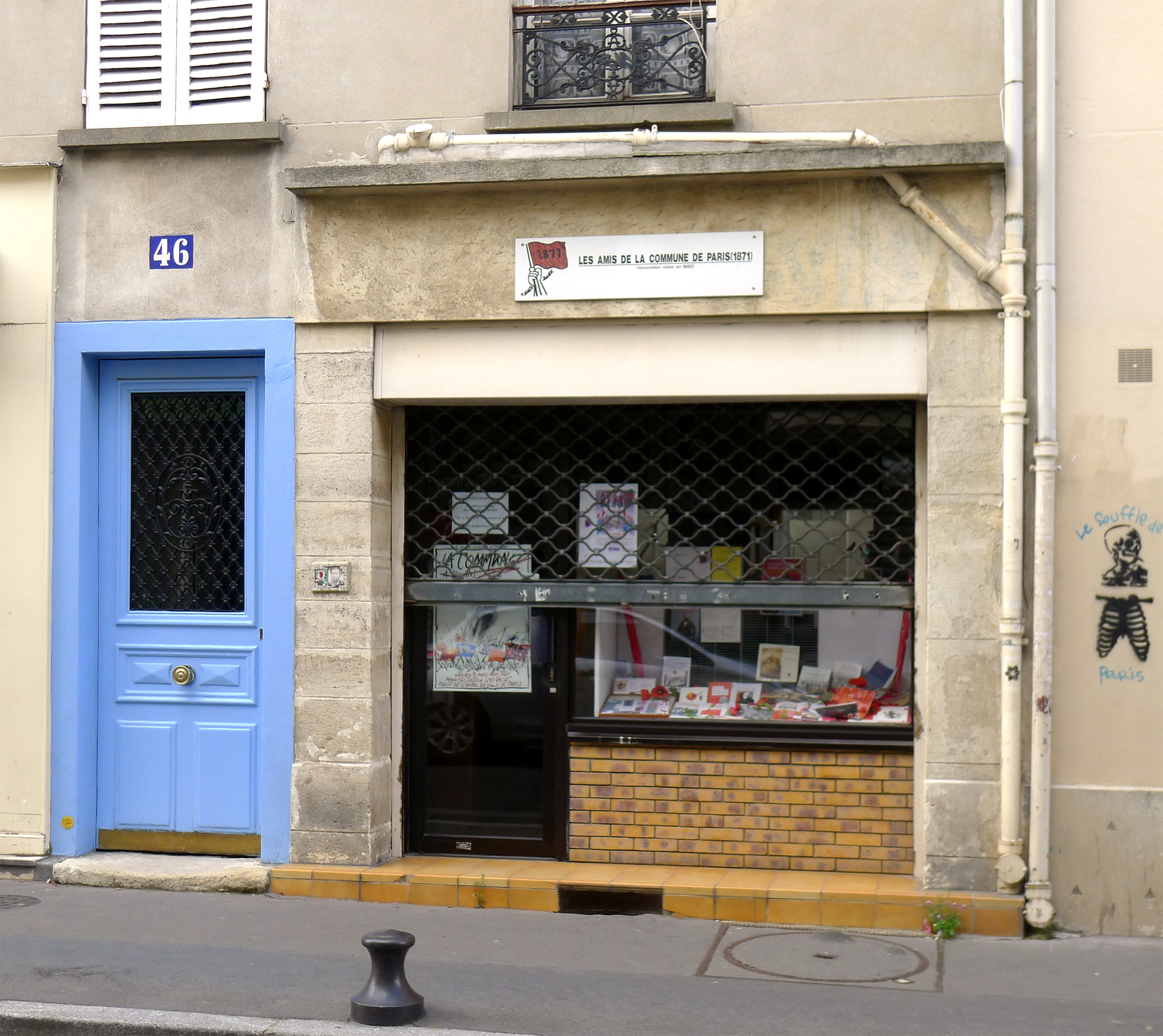
No 46 : l'association des amis de la Commune de Paris.

L'art urbain est présent tout le long de la rue depuis de nombreuses années.

No 12.
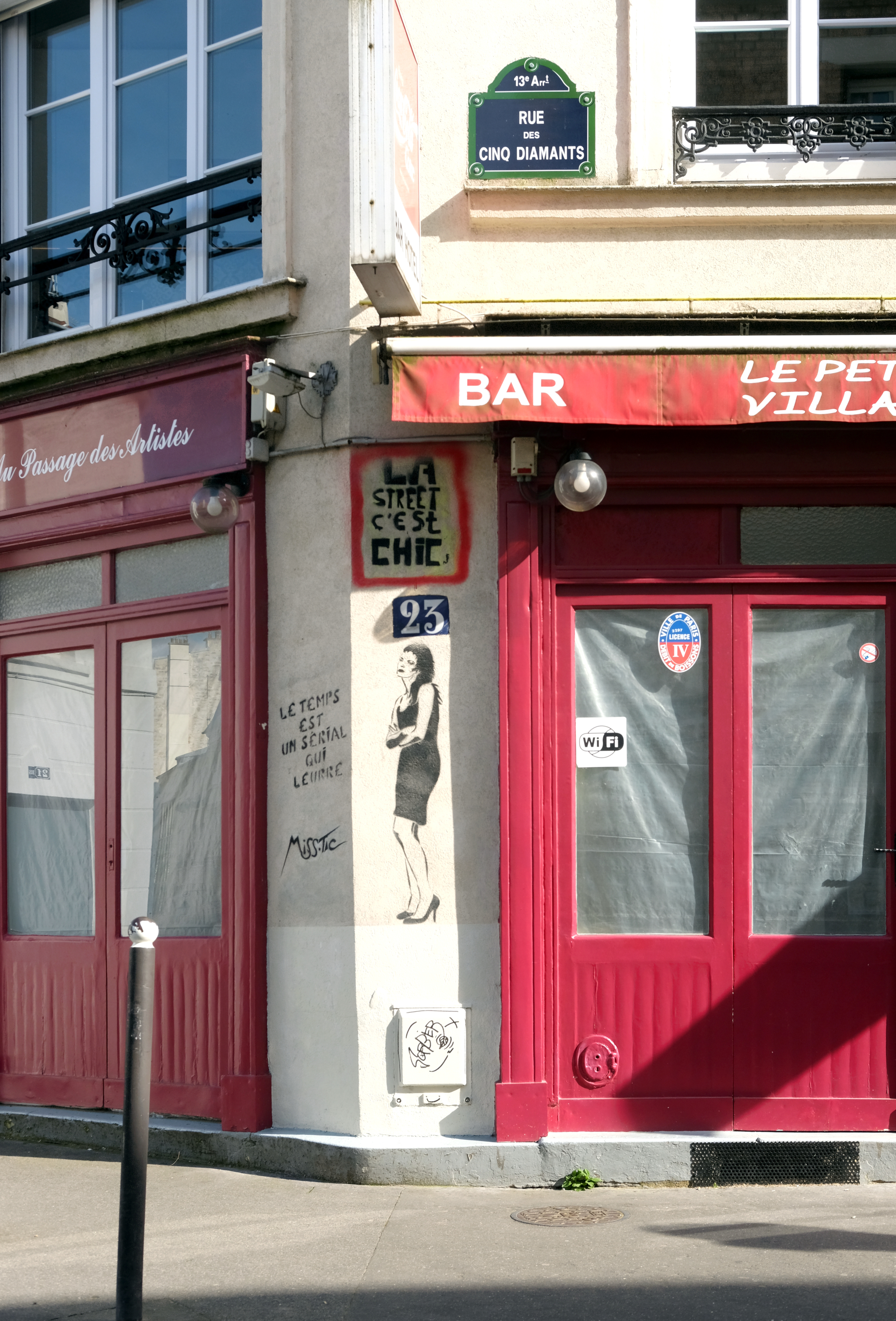
No 23.
No 27.
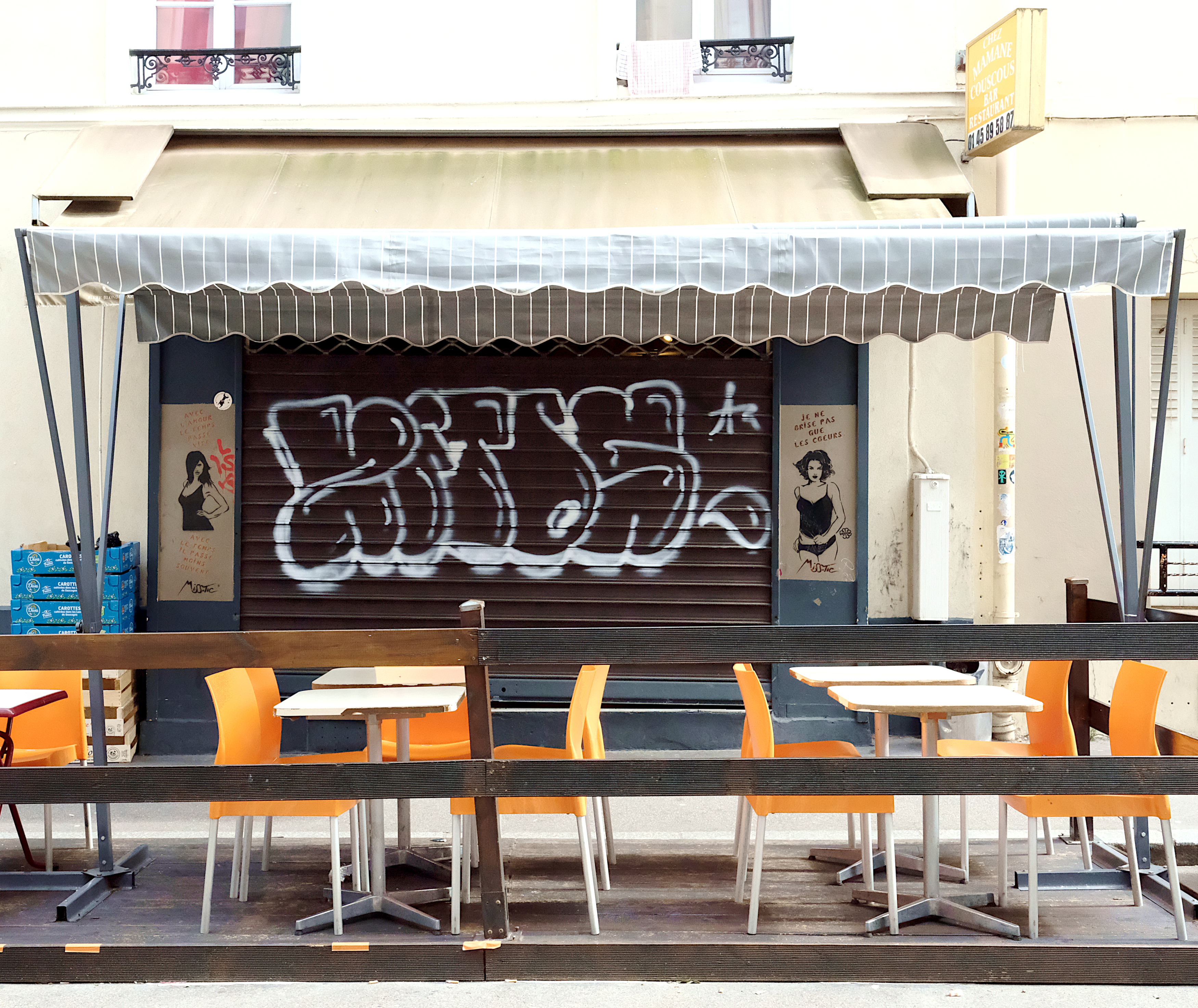
No 29.
No 30 : Chez Gladines.
No 30 : Chez Gladines.
No 31.
No 48.

Art urbain en haut de la rue (2015).
En 2016.
En 2021.